# Écluse de Tyle Mill

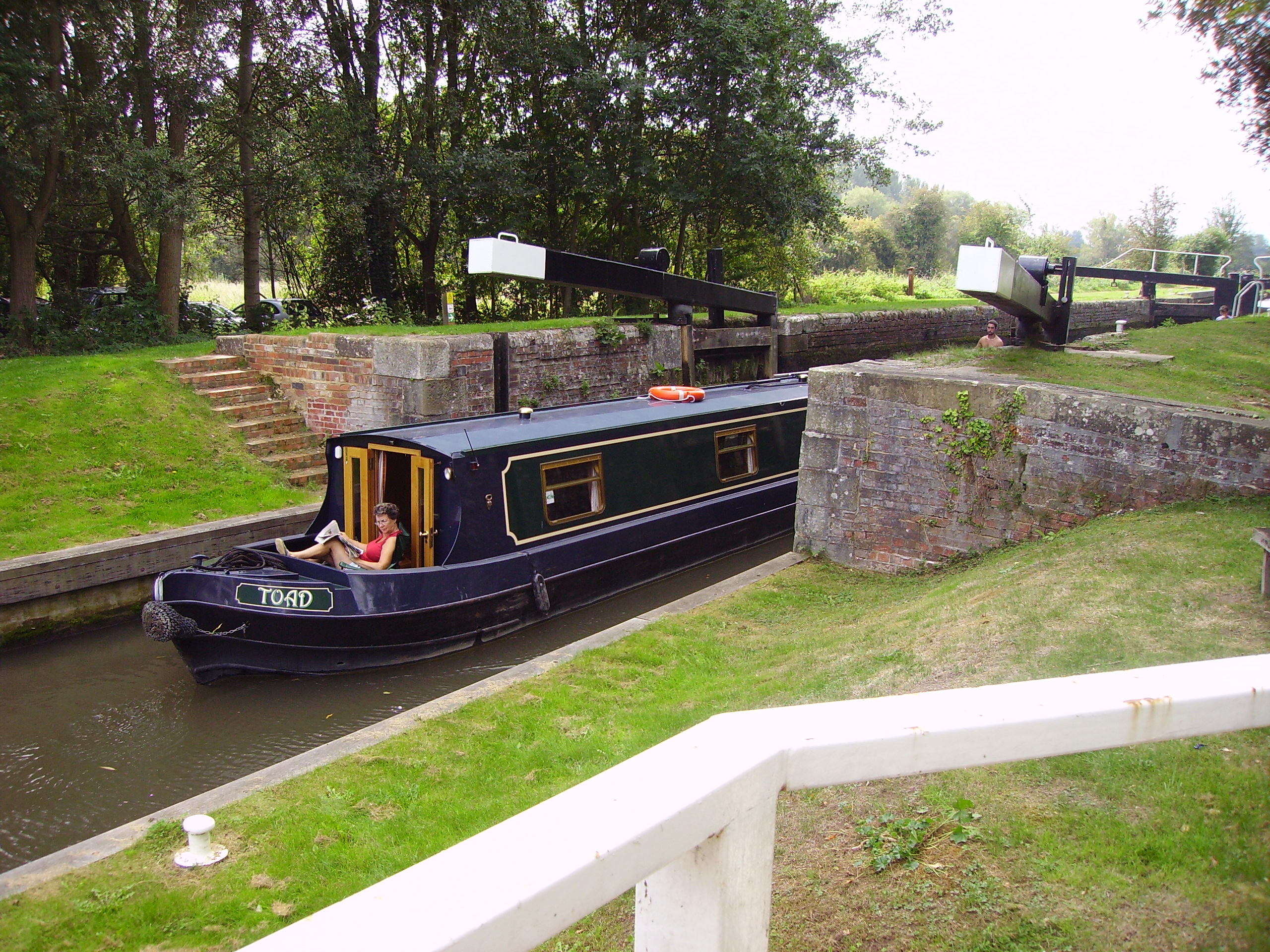
Écluse de Tyle Mill, près de Sulhamstead

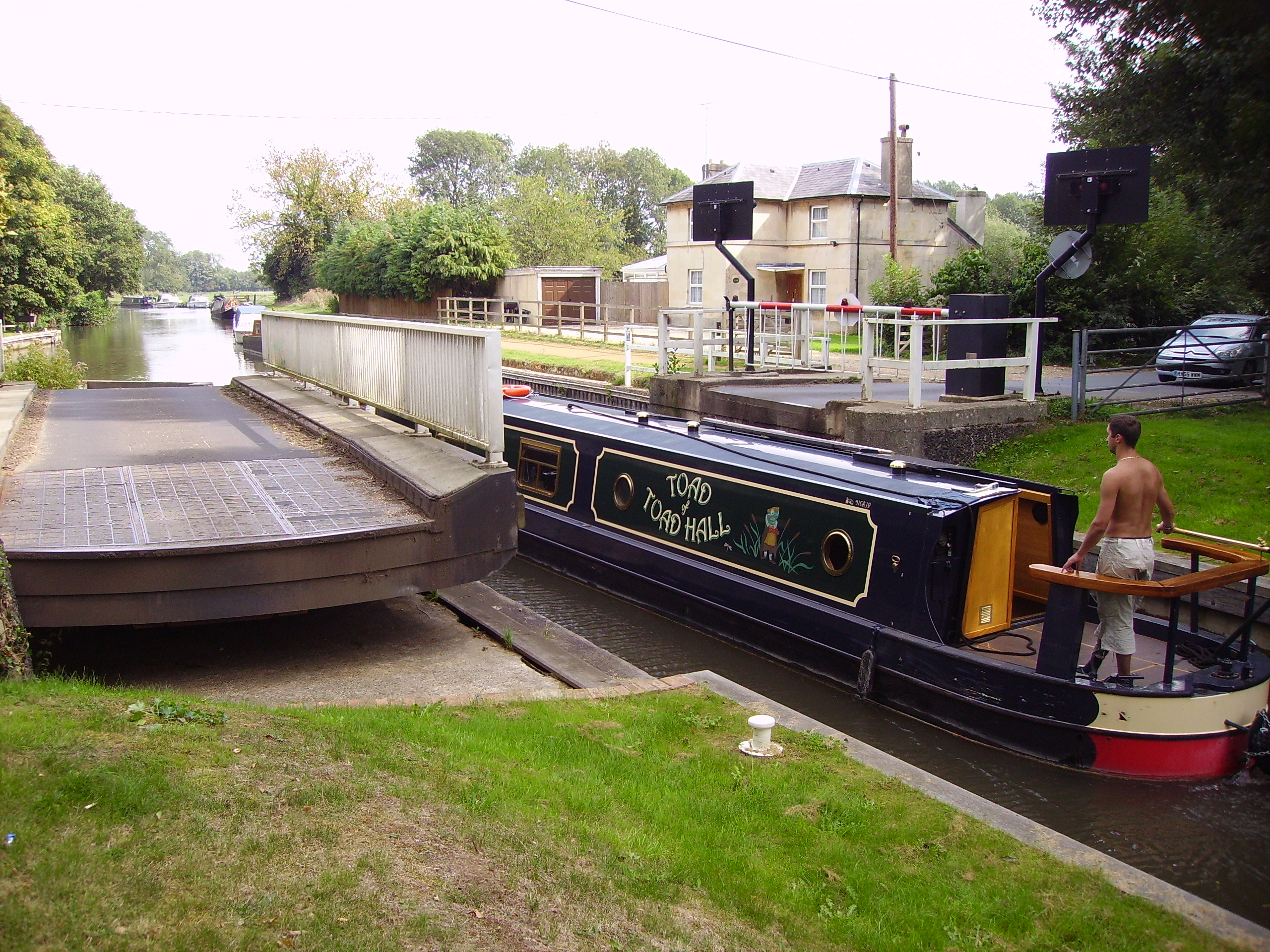
Pont tournant de Tyle Mill

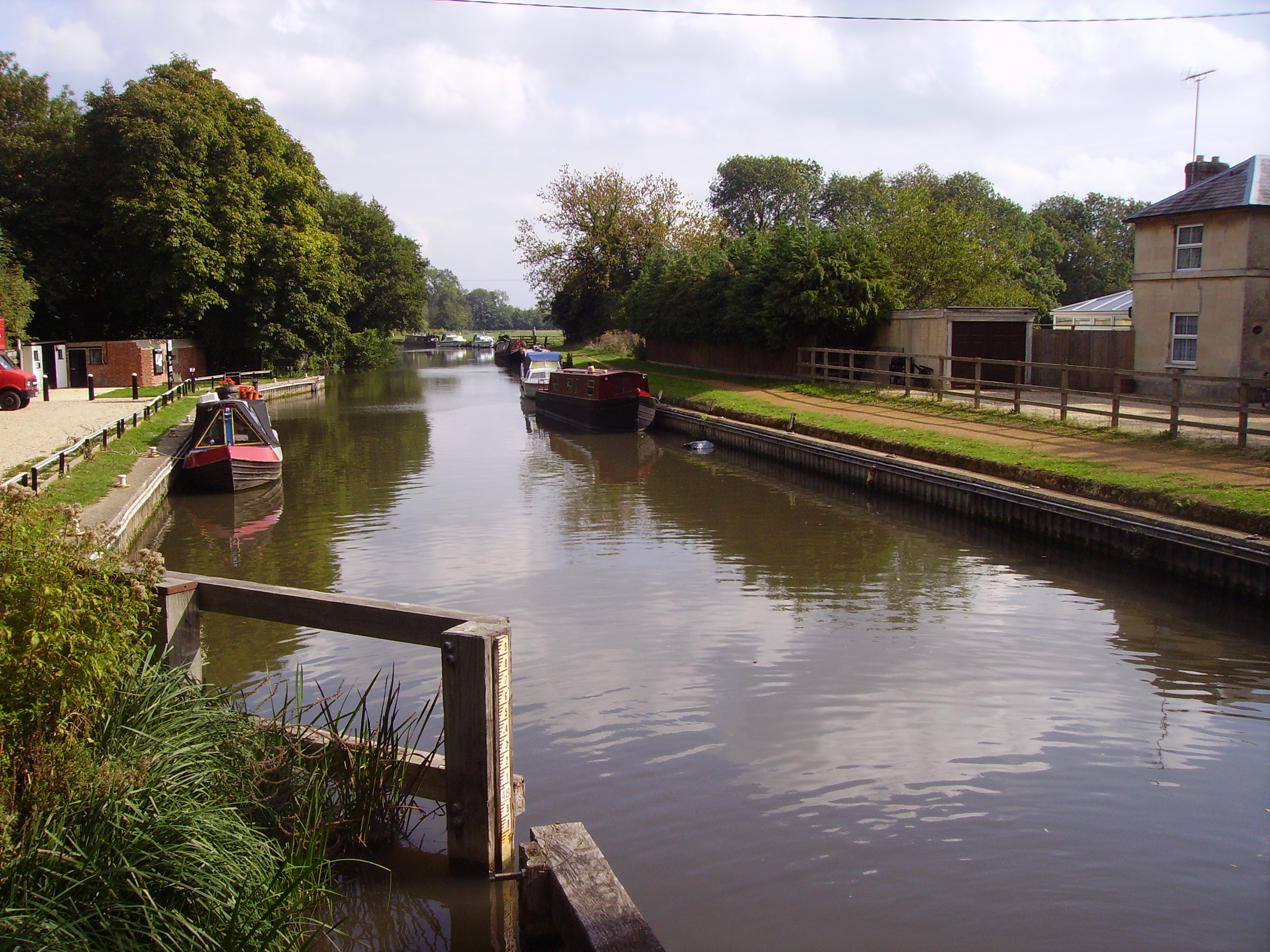
Quai de Tyle Mill

L'écluse de Tyle Mill est une écluse sur le canal Kennet et Avon, située près du village de Sulhamstead, dans le Berkshire, en Angleterre.
L'écluse de Tyle Mill a été construite entre 1718 et 1723 sous la supervision de l'ingénieur John Hore de Newbury. Cette portion de voie navigable est administrée par la British Waterways et est connue sous le nom de voie navigable Kennet (Kennet Navigation). L'écluse permet de franchir un dénivelé de 1,93 m (6 pi 4 po).
L’écluse a été abandonnée dans les années 1950 et a ensuite constitué le début de la voie navigable de la Tamise. En conséquence, British Waterways a créé une zone élargie d'un afin que les bateaux puissent tourner et installé une station sanitaire dans la vieille casemate en aval de l'écluse. Elle a été restaurée en 1973, mais est resté hors service jusqu'en 1976 lorsque les travaux sur écluses situées plus à l'ouest ont été achevés.
Près de l'écluse se trouvent un quai et un pont tournant.